# Nepas
Nepas – gmina w Hiszpanii, w prowincji Soria, w Kastylii i León, o powierzchni 25,13 km². W 2011 gmina liczyła 67 mieszkańców, a w 2022 liczba mieszkańców gminy zmniejszyła się do 51.